# Bollmora
Bollmora är ett område i Tyresö kommun, som ingår i tätorten Stockholm. Bollmora var åren 1965–1974 en egen tätort. Området benämns numera vanligen Tyresö centrum. I området finns Tyresö kommuns centrala förvaltning. År 2010 hade Bollmora 16 566 invånare.

## Historia
Bollmora gård var gårdsnamnet på den fastighet som i dag bildar stadsdelen Bollmora. Gården låg ungefär på den plats där det först låg en Shell-mack som revs under 2012 och sedan 2014 numera ligger en Willysbutik, alltså i korsningen Njupkärrsvägen-Industrivägen. Fram till 1950-talet var Bollmora en by, men i samband med den stora utbyggnadsfasen av ytterstaden (Söderort och Västerort) i Stockholms kommun under 1950- och 60-talen expanderade även Bollmora. Den kraftiga expansionen möjliggjordes av Lex Bollmora (1959), en lagändring som gav kommunala fastighetsbolag möjlighet att bygga i andra kommuner än den egna. Det rådde brist på byggbar mark i huvudstaden och Stockholms kommunala fastighetsbolag började omedelbart bygga i Bollmora.
År 1965 invigdes Bollmora centrum, som då var ett mindre förortscentrum med gågator.[källa behövs] Under 1992 invigdes det nya Bollmora centrum som hade blivit en galleria, och namnet ändrades till Tyresö Centrum.

## Tidigare tätort
Bollmora definierades som en egen tätort år 1965, då de tidigare tätorterna Tyresö och Lindalen vuxit samman och ny bebyggelse börjat uppföras. Den hade då ett invånarantal på 9 414, vilket fem år senare nästan fördubblats till 18 548. Sedan 1975 räknas Bollmora som sammanvuxet med tätorten Stockholm.
| Befolkningsutvecklingen i Bollmora/Tyresö 1960–1970                                             | Befolkningsutvecklingen i Bollmora/Tyresö 1960–1970 | Befolkningsutvecklingen i Bollmora/Tyresö 1960–1970 | Befolkningsutvecklingen i Bollmora/Tyresö 1960–1970 | Befolkningsutvecklingen i Bollmora/Tyresö 1960–1970 |
| ----------------------------------------------------------------------------------------------- | --------------------------------------------------- | --------------------------------------------------- | --------------------------------------------------- | --------------------------------------------------- |
|                                                                                                 |                                                     |                                                     |                                                     |                                                     |
| År                                                                                              |                                                     |                                                     | Folkmängd                                           |                                                     |
| 1960                                                                                            | 1960                                                |                                                     | 271                                                 |                                                     |
| 1965                                                                                            | 1965                                                |                                                     | 9 414                                               |                                                     |
| 1970                                                                                            | 1970                                                |                                                     | 18 548                                              |                                                     |
| Anm.: Tyresö sammanvuxen med Lindalen 1965, nytt namn Bollmora, Sammanvuxen med Stockholm 1975. |                                                     |                                                     |                                                     |                                                     |